# Рокдейл Тауншип (округ Кроуфорд, Пенсільванія)
Рокдейл Тауншип (англ. Rockdale Township) — селище (англ. township) в США, в окрузі Кроуфорд штату Пенсільванія. Населення — 1363 особи (2020).

## Демографія
Згідно з переписом 2010 року, у селищі мешкало 1506 осіб у 534 домогосподарствах у складі 404 родин. Було 648 помешкань
Расовий склад населення:
| - 97,7 % — білих - 0,5 % — чорних або афроамериканців - 0,2 % — азіатів - 0,1 % — корінних американців |

До двох чи більше рас належало 1,3 %. Частка іспаномовних становила 0,9 % від усіх жителів.
За віковим діапазоном населення розподілялося таким чином: 27,4 % — особи молодші 18 років, 60,3 % — особи у віці 18—64 років, 12,3 % — особи у віці 65 років та старші. Медіана віку мешканця становила 38,1 року. На 100 осіб жіночої статі у селищі припадало 109,7 чоловіків;  на 100 жінок у віці від 18 років та старших — 103,5 чоловіків також старших 18 років.
Середній дохід на одне домашнє господарство  становив 65 226 доларів США (медіана — 45 170), а середній дохід на одну сім'ю — 67 333 долари (медіана — 46 319). Медіана доходів становила 40 333 долари для чоловіків та 34 712 долари для жінок. За межею бідності перебувало 17,8 % осіб, у тому числі 28,3 % дітей у віці до 18 років та 12,2 % осіб у віці 65 років та старших.
Цивільне працевлаштоване населення становило 551 особа. Основні галузі зайнятості: освіта, охорона здоров'я та соціальна допомога — 24,0 %, виробництво — 15,6 %, сільське господарство, лісництво, риболовля — 11,6 %, роздрібна торгівля — 8,7 %.